# 比利·布拉格

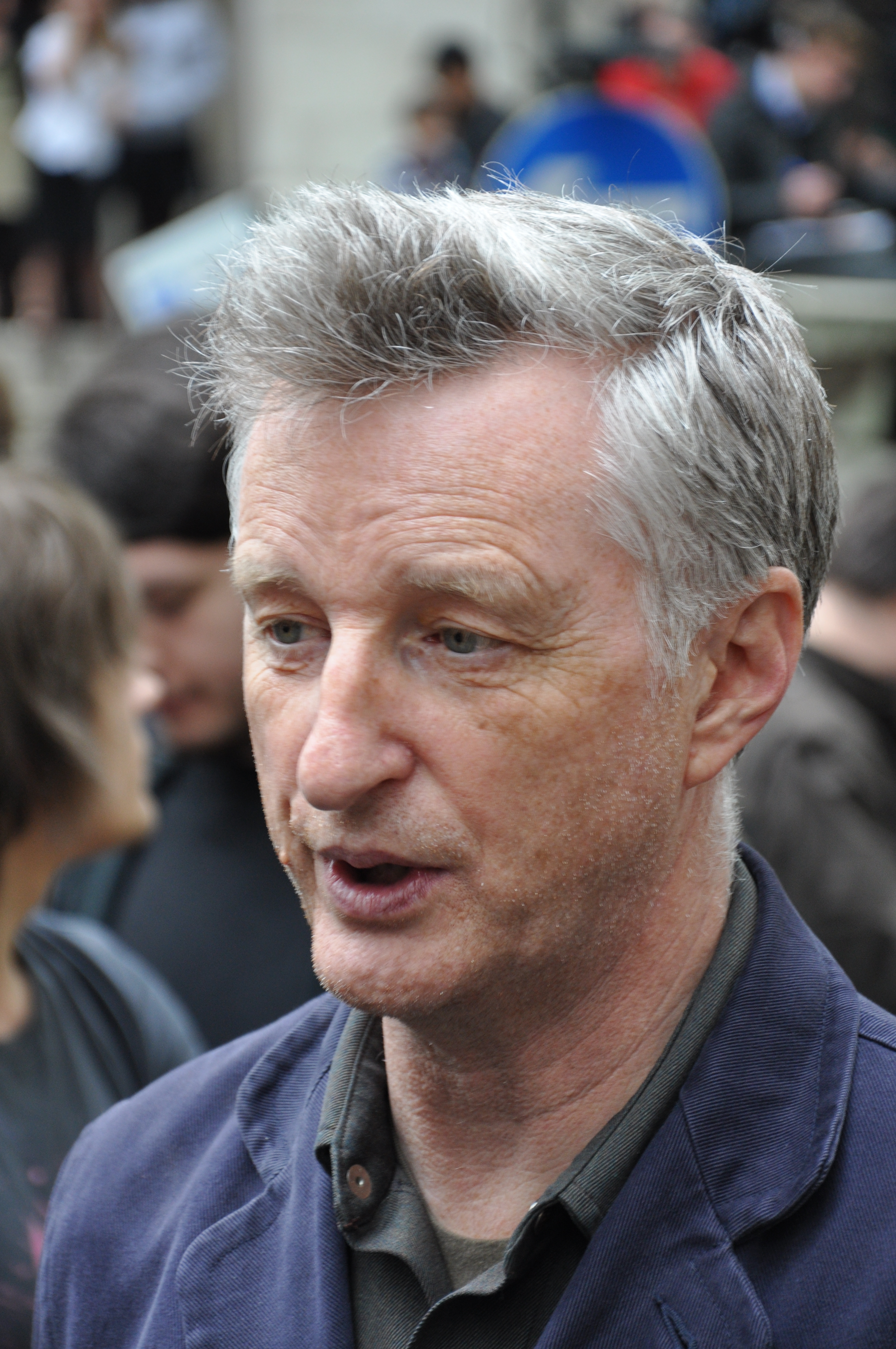
2010年的比利·布拉格

斯蒂芬·威廉·布拉格（英語：Stephen William Bragg；1957年12月20日—），通称比利·布拉格（Billy Bragg），是一位英国歌手、词曲作者、音乐家、作家和政治活动家。他的音乐融合了民谣、朋克摇滚和抗议歌曲的元素，歌词多以政治或爱情为主题。他的社会活动聚焦于社会变革和左翼政治事业。在他数十年的音乐生涯中，他始终参与基层的、泛左翼的政治运动，这一点也常常体现在他的歌词中。他还录制并演唱过一些社会主义颂歌的翻唱版本，如《国际歌》《红旗》。